# Рунец, Петро
Петро Рунец (настоящее имя — Петр Николаевич Рунец; 4 мая 1911, Озеричино, ныне Пуховичский район, Минская область, Беларусь — 5 марта 1997) — белорусский прозаик.

## Биография
Родился 4 мая 1911 года в деревне Озеричино, Игуменского уезда, Минской губернии, в крестьянской семье. В 1930 году окончил курсы в Борисовском педагогическом техникуме. Учительствовал в деревнях Глинищи и Селиба Березинского района. В 1937 году поступил, а в 1940 окончил Коммунистический институт журналистики имени С. М. Кирова в Минске. Осенью 1940 года призван в Красную Армию. Участвовал в боях в Литве, на Волховском, Сталинградском фронтах. Дважды ранен. В мае 1943 года демобилизован. Работал в эвакогоспитале, а после в новокузнецкой газете «Большевистская сталь». В 1946-1953 годах-заведующий отделом редакции газеты «Пионер Беларуси», в 1953-1963 гг. литературный сотрудник журнала «Березка», в 1963-1971 годах — редактор-стилист на Белорусском радио.Умер 5 марта 1997 года.

## Творчество
Первый рассказ опубликовал в 1932 году (журнал «Искры Ильича»). Произведения преимущественно для детей. Автор сборников повестей и рассказов «Юные борцы» (1940), «весенние дни» (1954), «Березовый лошадь» (1956), «Гипсовая маска» (1958), «Конец сказки» (1960), «Заламаны рожок» (1961), «Веселые происшествия» (1962), «Алёшка-верхолаз» (1963), «О чем шепчется аир» (1966) (обе повести в 1971 году изданы отдельной книгой «Алёшка и его друзья»), «Важное задание» (1968), «Белый василёк» (1971), «Добрая душа» (1977), «Необычный сбор» (1981), «Необычный посетитель» (1985), «Последнее счастье» (юморески, 1984). Опубликовал одноактовую пьесу «Синий песок» (1959).
Составил сборник воспоминаний детей о войне «Никогда не забудем» (с Янкой Маврам, 1948). В 1979 году издал брошюру про Янку Мавра «Человек с крылатой фантазией».
Перевел на белорусский язык отдельные произведения Сергея Михалкова, Бориса Емельянова, Джанни Родари, Жана Гривы, Алексея Талвира

## Награды
- Орден Отечественной войны 2 степени